# 新港站
新港站是杭州地鐵7號線的一座車站，位於中华人民共和国浙江省杭州市蕭山区瓜沥镇蕭山機場高速公路與豐貿北路交叉口，于2020年12月30日开通运营。

## 歷史

### 站名
本站位於新港村內，故站以村名。曾取工程名機場西站，後於2020年3月9日擬定站名公示時改稱瓜瀝錢變站。
2020年10月15日，正式命名為新港站。同年12月，本站英文名由「Xin'gang Station」更正為「Xingang Station」。

## 車站結構
新港站為地下2層島式車站，沿豐貿北路南北向佈置,车站北侧设有停车线。

### 楼层分布
| 1层  | 地面               | 出入口                                     |  |  |
| -1层 | 站厅               | 自动售票机、客服中心、安检通道、车站控制室 |  |  |
| -2层 |                    | █ 7号线 往吴山广场（坎山）                 |  |  |
|      | 岛式站台，左侧开门 |                                            |  |  |
|      |                    | █ 7号线 往江东二路（萧山国际机场）         |  |  |

## 出入口
| 编号          | 出口标识     | 建议前往的目的地 | 照片 |
| ------------- | ------------ | ---------------- | ---- |
| A1            | 丰贸北路东侧 | 新港村，三新线   |      |
| B             | 丰贸北路西侧 | 新港村，三新线   |      |
| C             | 丰贸北路西侧 | 新港村，三新线   |      |
| D             | 丰贸北路东侧 | 新港村，三新线   |      |
| 註： 设有电梯 |              |                  |      |

## 接駁交通
从新港站C口出发沿三新线和光靖线行走500米左右可在“三岔路村委”站换乘793路公交车（通惠路拱秀路口=东方村，途径萧山城区、地铁双桥站、新街街道、靖一村、运东村等地）